# Tropidion validum
Tropidion validum là một loài bọ cánh cứng trong họ Cerambycidae.